# Reasentamiento de los alemanes del Báltico

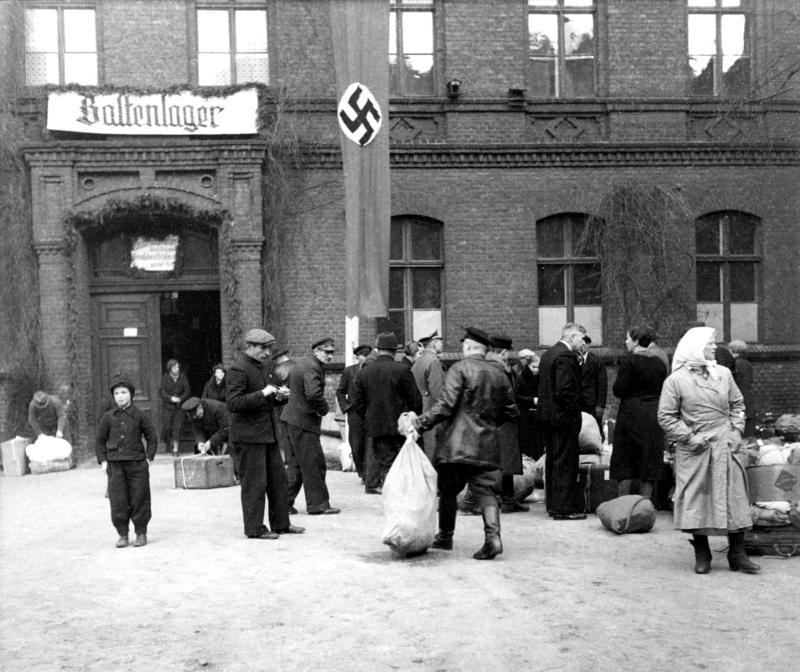
Alemanes del Báltico en el campamento báltico de Posen (hoy Poznan), 1940

El reasentamiento de los alemanes del Báltico fue una acción iniciada por la Alemania nazi a principios de la Segunda Guerra Mundial, en la que los alemanes del Báltico fueron reasentados desde su tierra natal, en su mayor parte, en las áreas de Polonia anexionadas por el Reich. Entre octubre y diciembre de 1939, 14.000 personas abandonaron Estonia y 52.500 Letonia. Durante un reasentamiento posterior a principios de 1941, otras 17.000 personas de esos países se sumaron a ellos. Esto marcó el final de la era de la cultura alemana en el Báltico después de más de 700 años.
El reasentamiento de los alemanes del Báltico se considera parte de la política de reasentamiento nacionalsocialista más amplia bajo el lema Heim ins Reich, que también afectó a otros alemanes que vivían en el extranjero, como los tiroleses del sur, los kanaltalers, los alemanes de Volinia, los alemanes de Besarabia, los alemanes de Bucovina, los alemanes de Dobruja, los alemanes de Galitzia, los alemanes de Lituania y los gottscheers.

## Antecedentes
La población alemana en los países bálticos se remonta a la colonización alemana del Este en la Edad Media, pero estaba limitada a la burguesía urbana y a las clases altas aristocráticas y eclesiásticas del campo. Hasta el siglo XIX, los alemanes pudieron mantener su papel de liderazgo y sus privilegios bajo gobernantes cambiantes (Suecia, Polonia-Lituania, Imperio ruso). Sin embargo, esto fue puesto en duda por la rusificación y el “despertar nacional” de los estonios y los letones. La emigración, la Primera Guerra Mundial y la Revolución de Octubre de 1917 provocaron un fuerte descenso de la población alemana del Báltico. Mientras que en 1881 todavía vivían alrededor de 180.000 alemanes en las entonces provincias rusas del Báltico, a principios de la década de 1920 había solo menos de la mitad de ese número en las nuevas repúblicas de Estonia y Letonia. Con la fundación de las repúblicas después de la Primera Guerra Mundial, los alemanes del Báltico pasaron de ser una clase dirigente a una minoría nacional; en particular, se expropiaron tierras a los nobles terratenientes. Sin embargo, las minorías gozaron de una amplia autonomía cultural en ambos estados.

## Motivación
El pacto Ribbentrop-Mólotov del 23 de agosto de 1939 contenía un protocolo adicional secreto que dividía los territorios entre las dos potencias en esferas de interés, en las que Estonia y Letonia quedaron en manos de la Unión Soviética. El líder völkisch en Letonia, Erhard Kroeger, fue informado de este protocolo adicional por el Heinrich Himmler el 25 de septiembre. En esta conversación, Kroeger afirma haber dado el impulso para evacuar a todo el grupo étnico alemán.
Adolf Hitler, a quien se envió la solicitud, aceptó el reasentamiento siempre que se llevara a cabo de mutuo acuerdo con la URSS. En un protocolo adicional al Tratado Germano-Soviético de Amistad, Cooperación y Demarcación del 28 de septiembre, se llegó finalmente a un acuerdo entre los dos países sobre el reasentamiento de ciudadanos alemanes y personas de ascendencia alemana desde la Unión Soviética a las áreas de interés alemanas o a Alemania.
Los territorios polacos recién anexionados fueron elegidos como zonas de asentamiento con el propósito de su germanización. El reasentamiento ya no tenía el carácter de una operación de rescate de alemanes en peligro en el extranjero, sino que se convirtió en un instrumento de la política racial y étnica nacionalsocialista. Los nuevos colonos también fueron recibidos como trabajadores y soldados.

## Implementación

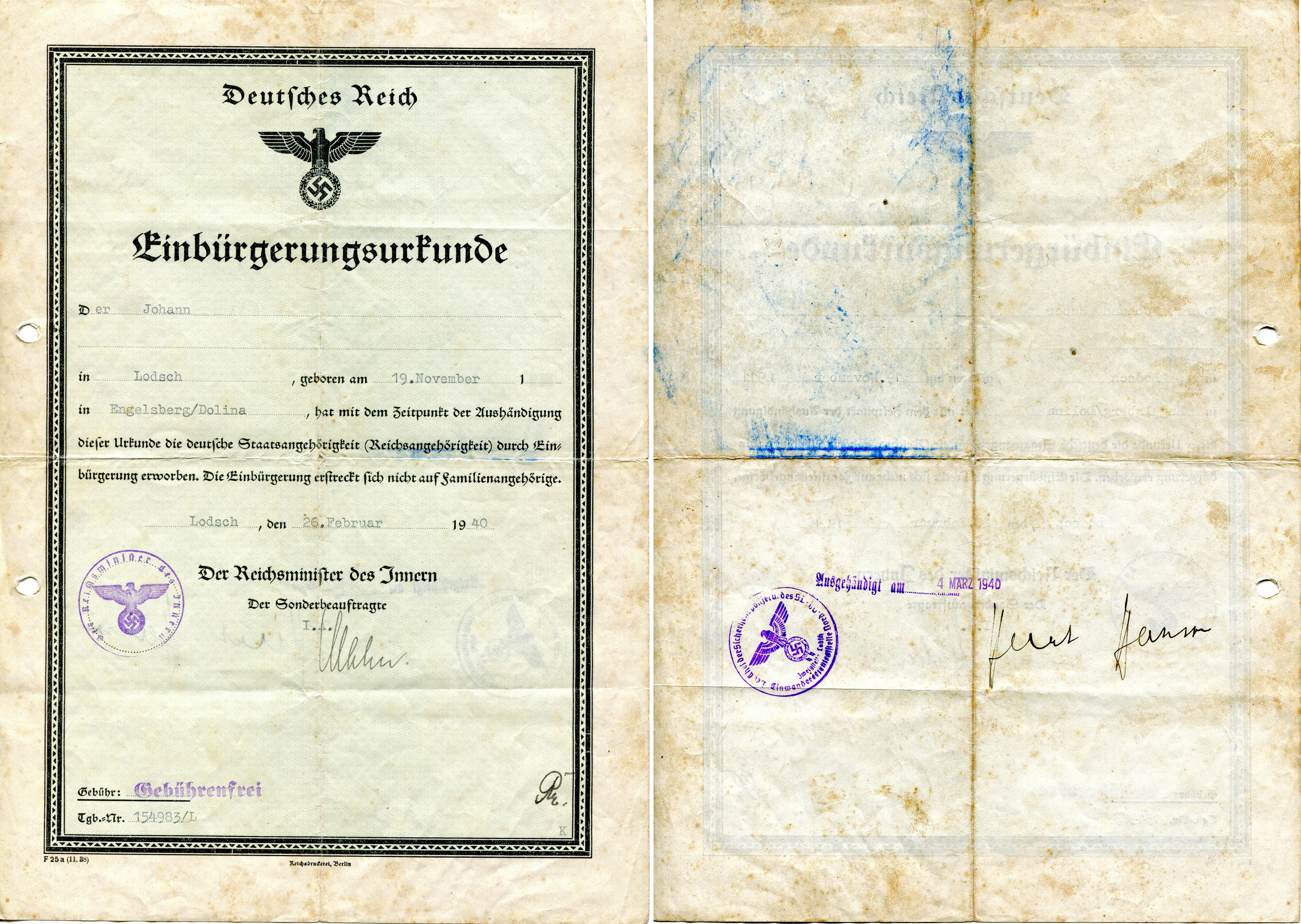
Certificado de naturalización de la Oficina Central de Inmigración de Lodz, 1940

Los planes de reasentamiento se hicieron conocidos por el público en general a través de un discurso pronunciado por Adolf Hitler en el Reichstag el 6 de octubre de 1939, en el que declaró como objetivos la destrucción del Estado polaco y el "nuevo orden de condiciones etnográficas". Al día siguiente, Heinrich Himmler recibió por decreto del Führer[2] la tarea de "consolidar la nacionalidad alemana", quien a su vez encargó a Reinhard Heydrich el 8 de octubre de 1939 la creación de una oficina para el registro y naturalización de los alemanes que iban a ser reasentados. Esta oficina central de inmigración inició inmediatamente su trabajo y el 18 de octubre partió del puerto de Tallin el primer barco de reasentamiento. Los días 15 y 30 de octubre se firmaron acuerdos de reasentamiento entre la Alemania nazi y las Repúblicas de Estonia y Letonia. En el Tratado sobre el reasentamiento de ciudadanos letones de nacionalidad alemana en el Reich alemán del 30 de octubre de 1939, firmado por el embajador alemán en Letonia, Hans Ulrich von Kotze, y el Gobierno letón, se acordó en el artículo 1:
El Gobierno letón se compromete a liberar de la ciudadanía letona a aquellos ciudadanos letones de origen étnico alemán que, antes del 15 de diciembre de 1939, declaren voluntariamente su decisión de renunciar a la ciudadanía letona para siempre y de abandonar su residencia permanente en Letonia.
Un protocolo similar ya había sido firmado por el Estado de Estonia y el gobierno del Reich el 15 de octubre de 1939.
Para gestionar los activos se fundó en Letonia la Sociedad Fiduciaria de Reubicación (UTAG) y en Estonia la Administración Fiduciaria Alemana (DT), como oficinas fiduciarias del Reich. Los beneficios de esta fortuna se destinaron al Estado nazi, pues la “compensación” para los reasentados provino de propiedades polacas y judías expropiadas.

Formalmente, la decisión de mudarse fue voluntaria para todos. Sin embargo, una campaña a gran escala de incitación y amenazas logró que la mayoría de ellos se sometieran a las medidas sin resistencia, siguieran el llamado “llamado del Führer” y renunciaran a su ciudadanía letona o estonia. A los reasentados no sólo se les prometió una compensación completa por sus bienes, sino que también se les declaró responsables de una “nueva tarea oriental”. La propaganda nazi hablaba de “retorno”, aunque los antepasados de los alemanes habían vivido en el Báltico durante siglos y nunca habían vivido en las áreas destinadas al asentamiento. Los que se quedaron fueron tildados de «traidores a la nación» y amenazados con la pérdida de su nacionalidad alemana:
Cualquiera que se separe de su grupo étnico en estos días para permanecer en el país se separa del pueblo alemán para siempre. Debe saberlo, porque su decisión se aplica a sus hijos y nietos. Y es irrevocable.
Además, en el aire reinaba el temor de que los países bálticos cayeran bajo la esfera de influencia de Iósif Stalin, aunque tal peligro nunca se mencionó oficialmente por consideración al aliado y se negaron los vínculos con los tratados de alianza con la URSS que se impusieron a los países bálticos al mismo tiempo. Para aquellos que, a pesar de todo, querían conservar su patria, quedarse se volvió aún menos atractivo porque la marcha de muchos de los alemanes que quedaban significó que se perdió el estatus de minoría de los alemanes, de modo que las instituciones de autogobierno cultural tuvieron que cerrar y ya no existía el derecho a la instrucción escolar en la lengua materna.

Entre los pocos que no se marcharon en 1939 ni durante el reasentamiento posterior en 1941 se encontraba el político minoritario y periodista Paul Schiemann, quien declaró en una entrevista con un periódico sueco:
Consideramos una injusticia abandonar nuestra patria en un momento tan crítico… No queremos viajar a un país cuyos ciudadanos se ven obligados a adoptar una visión del mundo contraria a nuestras ideas sobre religión, estilo de vida y derecho.

## Primer asentamiento

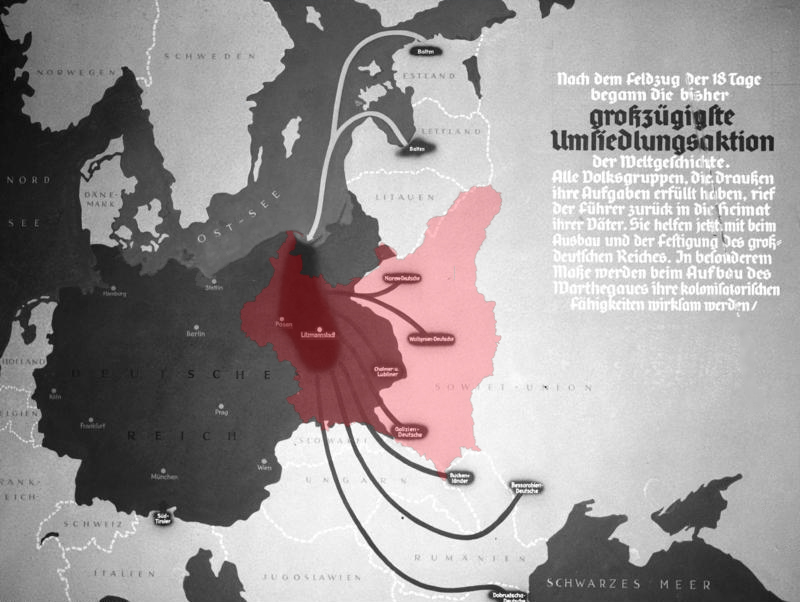
El Tercer Reich en 1939 (gris oscuro) después de la conquista de Polonia; con colonos alemanes traídos a los territorios anexos de Polonia desde la "esfera de influencia" soviética. - Cartel de propaganda nazi superpuesto con el contorno rojo de Polonia que falta por completo en la impresión original.

El asentamiento tuvo lugar en los territorios polacos anexionados después del comienzo de la guerra, es decir, el Reichsgau de Dánzig-Prusia Occidental y, sobre todo, el Reichsgau de Wartheland, que contaba con numerosa población no alemana. Como el reasentamiento formaba parte de la política racial nacionalsocialista, su ejecución fue confiada a las SS, que instalaron una Oficina Central de Migración. Paralelamente al asentamiento de los alemanes, tuvo lugar una expulsión masiva de polacos y judíos hacia el Gobierno General polaco, cuyos bienes expropiados debían servir como “compensación” por la propiedad privada de los reasentados, que tuvieron que dejar en los Estados bálticos. Los “retornados” fueron alojados por la Volksdeutsche Mittelstelle en apartamentos que, según testigos contemporáneos, a menudo habían sido desocupados apresuradamente de sus anteriores residentes.
Después del ataque alemán a la Unión Soviética el 22 de junio de 1941, a los alemanes del Báltico se les prohibió regresar a los estados bálticos ahora ocupados por Alemania. Sin embargo, su estancia en Warthegau quedó al final como un episodio pasajero, ya que se vieron obligados a huir hacia el occidente hacia el final de la guerra, donde casi 8.000 personas perdieron la vida.

## Segundo asentamiento
Para los alemanes del Báltico que habían permanecido en Estonia y Letonia en 1939-40, se organizó un reasentamiento posterior a principios de 1941 (inicialmente, Heinrich Himmler había descartado fundamentalmente un reasentamiento posterior de todos los alemanes que habían permanecido allí, con la excepción de mujeres y niños, pero más tarde flexibilizó su postura). Mientras tanto, Estonia y Letonia habían sido anexadas por la Unión Soviética. 
A diferencia del primer reasentamiento, esta vez también fueron incluidos estonios y letones que habían apoyado los intereses alemanes y temían represalias soviéticas. Sin embargo, los reasentados no llegaron a los territorios polacos anexados, sino dentro de las fronteras de 1937 de Alemania. El reasentamiento incluyó a unas 7.000 personas de Estonia y 10.000 de Letonia, incluidos hasta 3.500 estonios y letones. Además, esta vez también se incluyeron los alemanes lituanos. A diferencia de los reasentados de 1939-40, a los reasentados posteriores no se les prometió ninguna compensación por sus bienes.

## Impacto en Estonia y Letonia
El éxodo de los alemanes bálticos estuvo acompañado del cierre de empresas e instituciones educativas y significó una sangría demográfica, económica y cultural para esos países. También aumentó el miedo a la amenaza soviética entre muchos estonios y letones. Sin embargo, el reasentamiento también fue bien recibido, ya que los alemanes del Báltico todavía eran vistos como opresores.  En Letonia, el editor Jānis Lapiņš, que evaluaba positivamente el papel de los alemanes bálticos y consideraba que valía la pena preservar su patrimonio, fue destituido de su cargo por el jefe de Estado Kārlis Ulmanis. En un discurso, Ulmanis lanzó un “¡adiós nunca!” a los letones que deseaban abandonar el país, a lo que la prensa a su vez se refirió como "alemanes del Báltico".
Sin embargo, los movimientos independentistas de finales de la década de 1980 crearon una imagen más diferenciada de los alemanes bálticos. Su existencia histórica fue considerada como prueba de que los países bálticos pertenecen a Occidente. En 1999, el presidente estonio Lennart Meri hizo un llamamiento a los alemanes bálticos procedentes de Estonia para que regresaran.
En 2018, se inauguró en Saka, al noreste de Estonia, un monumento conmemorativo del reasentamiento donado de forma privada.